# هانتسویل (میزوری)
هانتسویل (به انگلیسی: Huntsville) یک شهر در ایالات متحده آمریکا است که در شهرستان رندولف، میزوری واقع شده‌است. هانتسویل ۶٫۱۹ کیلومتر مربع مساحت و ۱٬۵۶۴ نفر جمعیت دارد و ۲۴۵ متر بالاتر از سطح دریا واقع شده‌است.